# Prix Arcimboldo
Pour les articles homonymes, voir Arcimboldo (homonymie).
Le prix Arcimboldo est un prix annuel de photographie, créé en 1999 par l'association Gens d'Images, qui décerne déjà, depuis 1955, le prix Niépce et le prix Nadar. Ce prix a été décerné jusqu'en 2013.
Doté de 8 000 € par la Fondation Swiss Life, qui s'engage à acquérir au moins une œuvre du lauréat, le prix Arcimboldo récompense chaque année un photographe résidant en France pour « un travail photographique réalisé à partir d'un concept ou d'une idée utilisant les nouvelles technologies, comme outil de création ou de transformation, afin d'aboutir à une œuvre numérique. »

## Liste des lauréats
- 1999 : Orlan
- 2000 : Catherine Ikam
  - Mention spéciale : Virginie Pougnaud, Christophe Clarck
- 2001 : Nicole Tran Ba Vang
- 2002 : Jean-Baptiste Barret
- 2003 : Tom Drahos
- 2004 : Florian Schneider
- 2005 : Patrick Fournial
- 2006 : Nicolas Moulin
- 2007 : Alain Delorme
- 2008 : Jean-François Rauzier
- 2009 : Mathieu Bernard-Reymond
- 2010 : Muriel Bordier
  - Mention Spéciale : Nicolas Dhervilliers
- 2011 : Alexis Cordesse
  - Mention Spéciale : Gilles Desrozier
- 2012 : Claudia Imbert
- 2013 : Éric Emo